# Johann Hörist
Johann Hörist (* 13. Mai 1961 in Eisenzicken, Gemeinde Unterwart; † 12. April 2007 in Wien) war ein römisch-katholischer Geistlicher und von 2004 bis zu seinem Tode 2007 Rektor des Päpstlichen Instituts Collegio Teutonico di Santa Maria dell’Anima.

## Leben

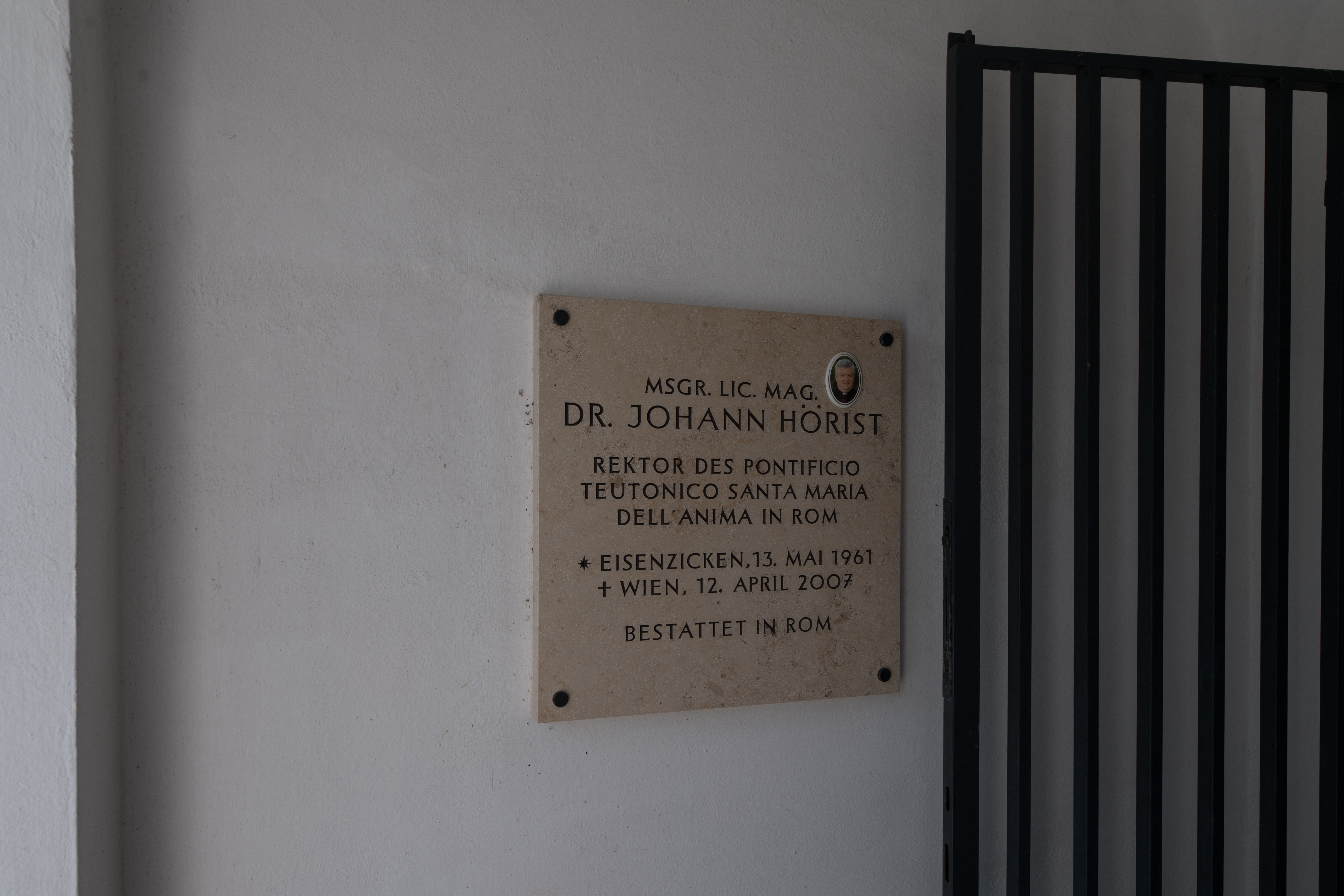
Gedenktafel in Eisenzicken

Johann Hörist wurde als Sohn eines Landwirte-Ehepaars in Eisenzicken, Gemeinde Unterwart, im Bezirk Oberwart im österreichischen Burgenland geboren. Er besuchte zunächst das Bischöfliche Knabenseminar Mattersburg und das Bundesgymnasium und Bundesrealgymnasium Mattersburg, wo er 1979 maturierte. Anschließend trat er in das katholische Priesterseminar der Diözese Eisenstadt in Wien ein. Am 29. Juni 1985 empfing er im Dom zu Eisenstadt die Priesterweihe. Nach den Kaplansjahren in Eisenstadt von 1987 bis 1991 war er Universitätsassistent am Institut für Ostkirchenkunde und Patrologie der Universität Wien. Zwischen 1987 und 2004 betreute er die burgenländischen Pfarren und Pfarrverbände Oggau, Markt St. Martin-Landsee-Neutal, Edelstal, Pamhagen und Müllendorf.
1994 wurde er zum Doktor der Theologie an der Katholisch-Theologischen Fakultät der Universität Wien promoviert. Von 1994 bis 1999 war er Advokat des Bischöflichen Diözesangerichts in Eisenstadt, später auch Vertreter der Diözese in der Ethikkommission der Burgenländischen Landesregierung. Zwischen 1996 und 1999 studierte er Kanonisches Recht an der Päpstlichen Universität Gregoriana in Rom und absolvierte eine Gerichtsausbildung in Rom. Er war bis 2004 Vizeoffizial und Diözesanrichter des Bischöflichen Diözesangerichts in der Diözese Eisenstadt.
Hörist war von 1998 bis 1999 zunächst als Vizerektor des päpstlichen Priesterkollegs Santa Maria dell’Anima (Pontificio Istituto Teutonico Santa Maria dell' Anima) tätig, 2004 wurde er von Johannes Paul II. zum Nachfolger von Rektor Richard Mathes berufen. 2004 wurde er zum Päpstlichen Ehrenkaplan (Monsignore) ernannt.
Im Zuge der Seligsprechung betreute er 2002 als bischöflicher Abgesandter die Umbettung des Leichnams von Ladislaus Batthyány-Strattmann zur Beisetzung in der Familiengruft im Franziskanerkloster Güssing.
Er verstarb nach kurzer Krankheit im Krankenhaus der Barmherzigen Brüder in Wien und wurde auf eigenen Wunsch in Rom, am Campo Santo Teutonico, beigesetzt.